# Lydia Fairchild

Lydia Fairchild e seus filhos são temas de um documentário britânico chamado The Twin Inside Me (também conhecido como "I Am My Own Twin").
Lydia Fairchild estava grávida de seu terceiro filho, quando ela e o pai de seus filhos, Jamie Townsend, separam-se. Quando Fairchild buscou o apoio do sistema social de saúde, em 2002, ela foi solicitada a apresentar evidências (prova por DNA) de que Townsend era o pai de seus filhos. Embora os resultados indicassem ser Townsend o pai das crianças, os testes de DNA indicaram que ela não era a mãe deles.
Isso levou Fairchild à barras do Tribunal por fraude ao reivindicar benefícios para os filhos de outro ou fazer parte em um esquema de falsidade ideológica. Registros hospitalares de seus partos anteriores foram desconsiderados. A promotoria pediu que seus dois filhos fossem dela retirados e colocados sob guarda estatal. Quado chegou o momento de dar à luz seu terceiro filho, o juiz ordenou que uma testemunha assistisse ao parto. Isso era para garantir que amostras de sangue, tanto da criança quanto de Fairchild, fossem retiradas. Duas semanas depois, testes de DNA indicaram que ela não era a mãe dessa criança também.
A explicação surgiu só quando um promotor encontrou um artigo no New England Journal of Medicine sobre um caso semelhante envolvendo uma mulher chamada Karen Keegan que aconteceu em Boston. Ele percebeu que o caso de Fairchild também poderia ser causado por  quimerismo. O Ministério Público sugeriu essa possibilidade aos advogados de Fairchild, que providenciaram mais testes. Como no caso de Keegan, amostras de DNA foram obtidas de membros da família. O DNA dos filhos de Fairchild coincidiu com o da mãe de Fairchild, na medida em que se espera de uma avó. Eles também descobriram que, embora o DNA da pele e do cabelo de Fairchild não correspondesse a suas crianças, o DNA obtido a partir de um  teste de papanicolau era coincidente. Fairchild possuia dois conjuntos diferentes de DNA (sendo que um desses era de sua irmã gêmea que morreu devido a um aborto espontâneo, a característica definidora do  quimerismo.